# Джамгаровская улица
Джамга́ровская у́лица (до 26 июня 2013 года — проекти́руемый прое́зд № 5079) — улица в Северо-Восточном административном округе города Москвы на территории Лосиноостровского района.

## История
Улица получила современное название 26 июня 2013 года по расположению вблизи Джамгаровских парка и пруда. До переименования называлась проекти́руемый прое́зд № 5079.

## Расположение
Джамгаровская улица проходит от Стартовой улицы на северо-запад по западному берегу Джамгаровского пруда, пересекает реку Ичку, вытекающую из Джамгаровского пруда и протекающую в коллекторе, поворачивает на северо-восток и оканчивается, не доходя до МКАД. Между Джамгаровской улицей, Стартовой улицей и Джамгаровским прудом расположен Джамгаровский парк, между Джамгаровской улицей, МКАД и Джамгаровским прудом — Перловское кладбище. Нумерация домов начинается от Стартовой улицы.

## Транспорт

### Наземный транспорт
По Джамгаровской улице не проходят маршруты наземного общественного транспорта. У юго-восточного конца улицы, на Стартовой улице, расположена остановка «Стартовая улица, д. 31» автобусов № 50, 181 (только к платформе Лось), 696 (только к Осташковской улицы).

### Метро
- Станция метро «Медведково» Калужско-Рижской линии — западнее улицы, на пересечении улицы Грекова и Широкой улицы.

### Железнодорожный транспорт
- Платформа Лось Ярославского направления Московской железной дороги — юго-восточнее улицы, между Анадырским и Югорским проездами.